# Az Egyesült Államok fegyveres erőinek kitüntetései
Az Egyesült Államok fegyveres erőinek kitüntetéseit annak haderejében szolgálók kaphatják meg kiemelkedő személyes illetve csoportos teljesítményért. Egy adott kitüntetés többszöri elnyerését kisdíszítésekkel jelölik.

## Viselési sorrend
Bár a fegyveres erők összes ágának saját fontossági sorrendje van a kitüntetésekkel kapcsolatban, általában az alábbi viselési sorrendet tartják be:
1. Személyes kitüntetések az amerikai haderőtől
2. Csoportos kitüntetések az amerikai haderőtől
3. Személyes kitüntetések nem katonai, de amerikai forrásból
4. Csoportos kitüntetések nem katonai, de amerikai forrásból
5. Amerikai haderők hadjárat kitüntetései
6. Amerikai haderők szolgálati és kiképzési kitüntetései
7. Amerikai kereskedelmi flotta kitüntetései és nem katonai szolgálati kitüntetések
8. Személyes kitüntetések külföldi haderőktől
9. Csoportos kitüntetések külföldi haderőktől
10. Nem amerikai szolgálati kitüntetések (például ENSZ, NATO)
11. Külföldi katonai szolgálati kitüntetések
12. Céllövészeti kitüntetések (haditengerészet és parti őrség)
13. Amerikai tagállamok kitüntetései a nemzetőrségnek

A kitüntetéseket általában a bal oldalon hordják - kivétel ez alól a hadsereg, ahol a csoportos kitüntetéseket a jobb oldalon viselik.

## Jelenleg használt szalagsávok és érmék
| Neve |
| --- |
| Személyes kitüntetések |
| Medal of Honor Kongresszusi becsületérem. Hősiességért, vitézségért és elszántságért adják annak, aki életét teszi kockára és messze a kötelezettségén túl teljesít. |
| Szolgálati keresztek. Hősiességért és kiemelkedő hősiességért adják                                                                                                  |
| Navy Cross Haditengerészeti Kereszt |
| Distinguished Service Cross Kiemelkedő hadseregi szolgálatért kereszt                                                                                                |
| Air Force Cross Légierős kereszt |
| Kiemelkedő szolgálatért járó érmék |
| Defense Distinguished Service Medal Kiemelkedő védelmi szolgálatért érem                                                                                             |
| Navy Distinguished Service Medal Kiemelkedő haditengerészeti szolgálatért érem                                                                                       |
| Army Distinguished Service Medal Kiemelkedő hadseregi szolgálatért érem                                                                                              |
| Air Force Distinguished Service Medal Kiemelkedő légierő szolgálatért érem                                                                                           |
| Coast Guard Distinguished Service Medal Kiemelkedő parti őrség szolgálatért érem                                                                                     |
| Silver Star Ezüst csillag, hősiességért és vitézségért adják |
| Defense Superior Service Medal Elsőrendű védelmi szolgálatért érem                                                                                                   |
| Legion of Merit Becsületrend |
| Distinguished Flying Cross Kiemelkedő repülésért kereszt |
| Hősiességért járó érmék |
| Navy and Marine Corps Medal Haditengerészeti és tengerészgyalogsági érme                                                                                             |
| Soldier's Medal Katona érméje |
| Airman's Medal Repülős érméje |
| Coast Guard Medal Parti őrség érme |
| Gold Lifesaving Medal Arany életmentő érme |
| Bronze Star Bronz csillag |
| Purple Heart Bíbor szív |
| Defense Meritorious Service Medal Érdemleges védelmi szolgálatért érem                                                                                               |
| Meritorious Service Medal Érdemleges szolgálati érem |
| Air Medal Légi érme |
| Silver Lifesaving Medal Ezüst életmentő érme |
| Aerial Achievement Medal Légi teljesítmény érméje |
| Dicsérő érmék |
| Joint Service Commendation Medal Közös fegyvernemi dicsérő érme |
| Navy & Marine Corps Commendation Medal Haditengerészeti és tengerészgyalogsági dicsérő érme                                                                          |
| Army Commendation Medal Hadsereg dicsérő érméje |
| Air Force Commendation Medal Légierő dicsérő érméje |
| Coast Guard Commendation Medal Parti őrség dicsérő érméje |
| Teljesítmény érmék |
| Joint Service Achievement Medal Közös fegyvernemi teljesítmény érme                                                                                                  |
| Navy & Marine Corps Achievement Medal Haditengerészeti és tengerészgyalogsági teljesítmény érme                                                                      |
| Army Achievement Medal Hadsereg teljesítmény érme |
| Air Force Achievement Medal Légierő teljesítmény érme |
| Coast Guard Achievement Medal Parti őrség teljesítmény érme |
| Commandant's Letter of Commendation Parancsnoki dicsérőlevél |
| Combat Action Ribbon Harci cselekmény szalagsáv |
| Air Force Combat Action Medal Légierős harci cselekmény érme |
| Egységek csoportos kitüntetése |
| Kiemelkedő egységek elnöki megemlítése a hadijelentésben |
| Navy & Marine Corps Presidential Unit Citation Haditengerészeti és tengerészgyalogsági egység elnöki megemlítése                                                     |
| Army & Air Force Presidential Unit Citation Légierős és hadseregi egység elnöki megemlítése                                                                          |
| Coast Guard Presidential Unit Citation Parti őrség egység elnöki megemlítése                                                                                         |
| Joint Meritorious Unit Award Közös érdemleges egység díja |
| Navy Unit Commendation Tengerészeti egység dicsérete |
| Valorous Unit Award (Army) Bátor hadi egység díja |
| Gallant Unit Citation (Air Force) Vitézi légi egység megemlítése |
| Coast Guard Unit Commendation Parti őrség egység dicsérete |
| Érdemleges egységek dicsérete |
| Navy Meritorious Unit Commendation Érdemleges haditengerészeti egység dicsérete                                                                                      |
| Army Meritorious Unit Commendation Érdemleges hadsereg egység dicsérete                                                                                              |
| Air Force Meritorious Unit Award Érdemleges légierős egység dicsérete                                                                                                |
| Coast Guard Meritorious Unit Commendation Érdemleges parti őrség egység dicsérete                                                                                    |
| Army Superior Unit Award Elsőrendű hadsereg egység díja |
| Air Force Outstanding Unit Award Kiemelkedő légierős egység díja |
| Coast Guard Meritorious Team Commendation Érdemleges parti őrség csapat dicsérete                                                                                    |
| Hatékonysági díjak |
| Navy "E" Ribbon A Haditengerészet "E" szalagja |
| Organizational Excellence Award (Air Force) A Légierő szervezeti kiválóságért díja                                                                                   |
| Coast Guard "E" Ribbon A Parti Őrség "E" szalagja |
| Szolgálati díjak |
| Prisoner of War Medal Hadifogoly érem |
| Combat Readiness Medal Harckészültségi érem |
| Jó magaviseleti érmék |
| Navy Good Conduct Medal Haditengerészeti jó magaviselet érem |
| Army Good Conduct Medal Hadsereg jó magaviseleti érméje |
| Air Force Good Conduct Medal Légierős jó magaviseleti érem |
| Marine Corps Good Conduct Medal Tengerészgyalogság jó magaviseleti érem                                                                                              |
| Coast Guard Good Conduct Medal Parti Őrség jó magaviseleti érem |

| Neve |
| --- |
| Szolgálati érmék (folyt.)                                                                                        |
| Tartalékos jó magaviseleti érmék                                                                                 |
| Naval Reserve Meritorious Service Medal Tartalékos haditengerészeti érdemleges szolgálatért érme                 |
| Army Reserve Achievement Medal Tartalékos hadsereg teljesítmény érme                                             |
| Selected Marine Corps Reserve Medal Kiválasztott tartalékos tengerészgyalogság érme                              |
| Coast Guard Reserve Good Conduct Medal Tartalékos parti őrség jó magaviseleti érme                               |
| Külföldi bevetési érmék                                                                                          |
| Navy Expeditionary Medal Haditengerészet expedíciós érméje                                                       |
| Marine Corps Expeditionary Medal tengerészgyalogság expedíciós érméje                                            |
| Outstanding Airman of the Year Ribbon Az év kiemelkedő repülőse szalag                                           |
| Air Force Recognition Ribbon Légierős elismerési szalag                                                          |
| Hadjáratokkal kapcsolatos érmék                                                                                  |
| National Defense Service Medal Nemzeti védelmi szolgálatért érem                                                 |
| Korean Service Medal Koreai szolgálatért érem                                                                    |
| Antarctica Service Medal Antarktiszi szolgálatért érem                                                           |
| Coast Guard Arctic Service Medal Parti őrség északi sarkkör szolgálat érméje                                     |
| Armed Forces Expeditionary Medal Szövetséges erők expedíciós érméje                                              |
| Vietnam Service Medal Vietnami szolgálatért érme                                                                 |
| Southwest Asia Service Medal Délnyugat-ázsiai szolgálatért érme                                                  |
| Kosovo Campaign Medal Koszovói hadjáratért érme                                                                  |
| Afghanistan Campaign Medal Afganisztáni hadjáratért érem                                                         |
| Iraq Campaign Medal Iraki hadjáratért érme                                                                       |
| Global War on Terrorism Expeditionary Medal Globális háború a terrorizmus ellen expedíciós érme                  |
| Global War on Terrorism Service Medal Globális háború a terrorizmos ellen szolgálati érme                        |
| Korea Defense Service Medal Korea védelméért érme                                                                |
| Armed Forces Service Medal Haderők szolgálatáért érme                                                            |
| Humanitarian Service Medal Humanitárius szolgálatért érme                                                        |
| Outstanding Volunteer Service Medal Kiemelkedő önkéntes szolgálat érméje                                         |
| Air and Space Campaign Medal Légi és űrkutatási hadjárat érméje                                                  |
| Szolgálati és kiképzési díjak                                                                                    |
| Sea Service Deployment Ribbon Tengeri felfejlődésért szalag                                                      |
| Overseas Short Tour Service Ribbon (Air Force) Rövid külföldi légierős szolgálatért szalag                       |
| Special Operations Service Ribbon (Coast Guard) Különleges parti őrség bevetési szalag                           |
| Arctic Service Ribbon (Navy) Haditengerészet északi sarkköri szolgálatáért szalag                                |
| Coast Guard Sea Service Ribbon Parti őrség tengeri szolgálatéért szalag                                          |
| Naval Reserve Sea Service Ribbon Tartalékos haditengerészeti tengeri szolgálatért szalag                         |
| Overseas Long Tour Service Ribbon (Air Force) Hosszú külföldi légierős szolgálatért szalag                       |
| Restricted Duty Ribbon (Coast Guard) Család nélküli hosszú parti őrség küldetés szalagja                         |
| Navy & Marine Corps Overseas Service Ribbon Haditengerészeti és tengerészgyalogsági külföldi szolgálatért szalag |
| Air Force Expeditionary Service Ribbon Légierős expedíciós szolgálatért szalag                                   |
| Coast Guard Honor Graduate Ribbon Parti őrség jeles diplomás szalagja                                            |
| Air Force Longevity Service Award Hosszú légierős szolgálatért díj                                               |
| Toborzási szalagok                                                                                               |
| Navy Recruiting Service Ribbon Haditengerészeti toborzási szalag                                                 |
| Air Force Recruiter Ribbon Légierős toborzási szalag                                                             |
| Marine Corps Recruiting Ribbon Tengerészgyalogsági toborzási szalag                                              |
| Coast Guard Recruiting Service Ribbon Parti őrség toborzási szalag                                               |
| Kiképzési szalagok                                                                                               |
| Military Training Instructor Ribbon (Air Force) Légierős kiképzésvezetői szalag                                  |
| Navy Recruit Training Service Ribbon Haditengerészeti kiképzésvezetői szalag                                     |
| Marine Corps Drill Instructor Ribbon Tengerészgyalogsági kiképzésvezetői szalag                                  |
| Őrség szalagok                                                                                                   |
| Navy Ceremonial Guard Ribbon Haditengerészeti díszőrség szalag                                                   |
| Marine Corps Security Guard Ribbon Tengerészgyalogsági biztonsági őr szalag                                      |
| Armed Forces Reserve Medal Tartalékos haderő érme                                                                |
| Szakmai fejlődés szalagok                                                                                        |
| NCO Professional Development Ribbon Tiszthelyettes szakmai fejlődési szalag                                      |
| NCO PME Graduate Ribbon (Air Force) Légierő tiszthelyettesi végzős szalagja                                      |
| Army Service Ribbon Hadsereg szolgálatáért szalag                                                                |
| Honor Graduate Ribbon (Air Force) A Légierő kiváló diplomása szalag                                              |
| Army Overseas Service Ribbon Hadsereg külföldi szolgálatáért szalag                                              |
| Small Arms Expert Marksmanship Ribbon Kiváló céllövész szalag                                                    |
| Army Reserve Overseas Training Ribbon Hadsereg külföldi tartalékos képzési szalagja                              |
| Air Force Training Ribbon Légierő kiképzési szalagja                                                             |
| Céllövészeti díjak                                                                                               |
| Puska |
| Navy Expert Rifleman Medal Kiváló haditengerész puskás lövész érme                                               |
| Coast Guard Expert Rifle Medal Kiváló parti őrség puskás lövész érme                                             |
| Navy Rifle Marksmanship Ribbon Haditengerészeti puskás céllövészetért szalag                                     |
| Coast Guard Rifle Marksmanship Ribbon Parti Őrség puskás céllövészetért szalag                                   |
| Pisztoly |
| Navy Expert Pistol Shot Medal Kiváló haditengerész pisztolyos lövész érme                                        |
| Coast Guard Expert Pistol Medal Kiváló parti őrség pisztolyos lövész érme                                        |
| Navy Pistol Marksmanship Ribbon Haditengerészeti pisztolyos céllövészetért szalag                                |
| Coast Guard Pistol Marksmanship Ribbon Parti őrség pisztolyos céllövészetért szalag                              |

## Már nem használt kitüntetések
| Neve                                                                                        |
| ------------------------------------------------------------------------------------------- |
| Személyes kitüntetések                                                                      |
| Certificate of Merit Medal Bizonylat a becsületről érme                                     |
| Marine Corps Brevet Medal Tengerészgyalogsági címzetes rang érméje                          |
| Specially Meritorious Service Medal Különösen becsületes szolgálatért érme                  |
| Egységek csoportos kitüntetése                                                              |
| Secretary of Transportation Outstanding Unit Award Közlekedési miniszter kiváló egység díja |
| Coast Guard Bicentennial Unit Commendation A parti őrség kétszáz éves egységének dicsérete  |
| Hadjárat érmék                                                                              |
| Civil War Campaign Medal Polgárháborús hadjárat érme                                        |
| Indian Campaign Medal Indián hadjárat érme                                                  |
| Nicaraguan Campaign Medal (1912) 1912-es nicaraguai hadjárat érme                           |
| Spanish Campaign Medal Spanyol hadjárat érme                                                |
| Spanish War Service Medal Spanyol háborús szolgálatért érme                                 |
| Army of Cuban Occupation Medal Kubai megszálló hadsereg érme                                |
| Army of Cuban Pacification Medal Kubai béketeremtő hadsereg érme                            |
| Army of Puerto Rican Occupation Medal Puerto Ricó-i megszálló hadsereg érme                 |
| Philippine Campaign Medal Fülöp-szigeteki hadjáratért érme                                  |
| Philippine Congressional Medal Fülöp-szigeteki kongresszusi érme                            |
| China Campaign Medal (Army) Kínai hadjáratért érme                                          |
| China Relief Expedition Medal (Navy) Kínai felmentő expediciós érme                         |
| Mexican Service Medal Mexikói szolgálatért érme                                             |
| Mexican Border Service Medal Mexikói határszolgálatért érme                                 |
| World War I Victory Medal I. világháborús győzelemért érme                                  |
| Army of Occupation of Germany Medal Németországi megszálló hadsereg érme                    |
| Yangtze Service Medal Sárga-folyós szolgálatért érme                                        |

| Neve                                                                                              |
| ------------------------------------------------------------------------------------------------- |
| Hadjárat érmék (folyt.)                                                                           |
| Dominican Campaign Medal Dominikai hadjáratért érme                                               |
| Nicaraguan Campaign Medal (1933) 1933-as nicaraguai hadjáratért érme                              |
| Haitian Campaign Medal Haiti hadjáratért érme                                                     |
| China Service Medal Kínai szolgálatért érme                                                       |
| American Defense Service Medal Amerikai védelmi szolgálatért érme                                 |
| Women's Army Corps Service Medal Női hadsereget szolgáló érme                                     |
| American Campaign Medal Amerikai hadjáratért érme                                                 |
| European-African-Middle Eastern Campaign Medal Európai, afrikai és közel-keleti hadjáratért érme  |
| Asiatic-Pacific Campaign Medal Ázsiai és csendes-óceáni hadjáratért érme                          |
| World War II Victory Medal II. világháborús győzelemért érme                                      |
| Army of Occupation Medal Megszálló hadsereg érméje                                                |
| Navy Occupation Service Medal Haditengerészeti megszállási szolgálatért érme                      |
| Medal for Humane Action Érme a humanitárius szolgálatért                                          |
| Szolgálati és kiképzési díjak                                                                     |
| Army Wound Ribbon Hadsereg sebesülési szalagja                                                    |
| Naval Reserve Medal Haditengerészeti tartalékos érme                                              |
| Fleet Marine Force Ribbon Haditengerészeti flotta szalag                                          |
| Marine Corps Reserve Ribbon Tengerészgyalogsági tartalékos szalag                                 |
| Reserve Special Commendation Ribbon Különleges tartalékos dicsérő szalag                          |
| Céllövészet                                                                                       |
| Distinguished Marksman and Pistol Shot Ribbon Kiemelkedő céllövészeti és pisztolylövészeti szalag |
| Distinguished Marksman Ribbon Kiemelkedő céllövészeti szalag                                      |
| Distinguished Pistol Shot Ribbon Kiemelkedő pisztolylövészeti szalag                              |